# Fakó tinóru
A fakó tinóru (Butyriboletus fechtneri) a tinórufélék családjába tartozó, Európában honos, meleg lomberdőkben élő, ehető gombafaj.

## Megjelenése
A fakó tinóru kalapja 5–19 cm széles, fiatalon félgömb alakú, majd domború lesz. Széle kezdetben begöngyölt, majd aláhajló. Felszíne eleinte molyhos, később sima és fényes. Színe szürkésfehér, szürkésbézs, szürkésbarna vagy kávébarna, többnyire pirosan vagy pirosasan árnyalva. Húsa vastag és puha, színe sárgás, a termőréteg fölött és a tönk aljában kissé elkékül. Szaga dióra vagy marcipánra emlékeztet, íze is édeskés, diószerű.
Pórusos termőrétege tönkhöz nőtt vagy felkanyarodóan tönkhöz nőtt. A pórusok szűkek. Színe élénksárga, idősen zöldes, sérülésre kékeszöld lesz.
Spórapora olívbarna. Spórája elliptikus-orsó alakú, sima, mérete 9-15 x 4-6 µm.
Tönkje 5–10 cm magas és 2–4 cm vastag. Alakja hengeres vagy tövénél bunkószerűen megvastagodott; elgörbülhet. Alapszíne sárgás, tövében barnás lehet. Alsó harmadában vöröses öv látható, a felső részén felülete finoman hálózatos.

### Hasonló fajok
Hasonlít hozzá a barnás kalapszínű Butyriboletus subappendiculatus és Butyriboletus appendiculatus, ezenkívül a pirosas alapszínű Butyriboletus regius és Buchwaldoboletus lignicola, de ezeknek nincs vörös öve a tönkön.

## Elterjedése és termőhelye
Európai faj, inkább Dél- és Közép-Európában gyakori.
Meszes talajú meleg lomberdőkben fordul elő főleg bükk, tölgy vagy szelídgesztenye (igen ritkán luc) alatt. Nyár végén és ősszel terem.

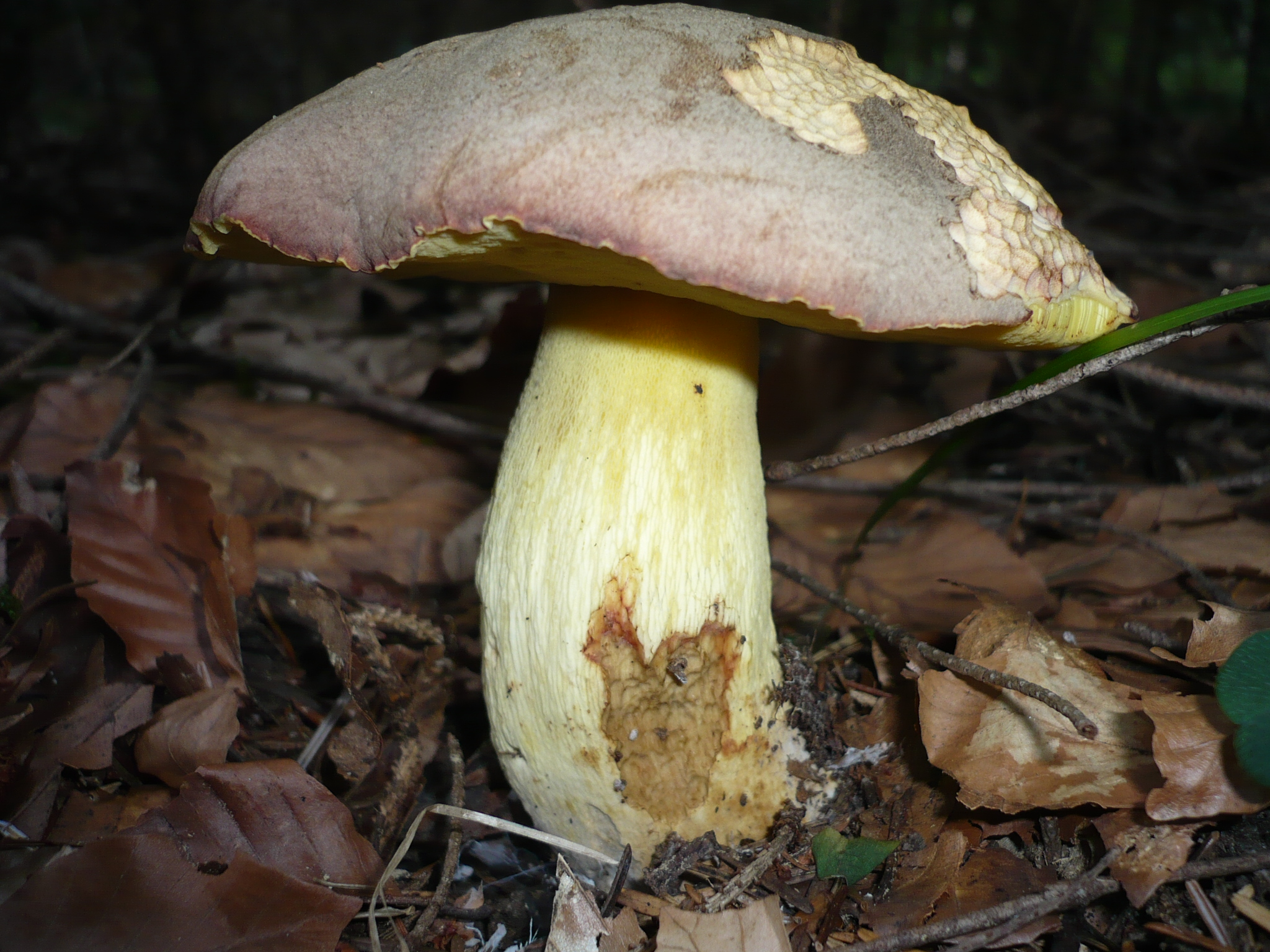
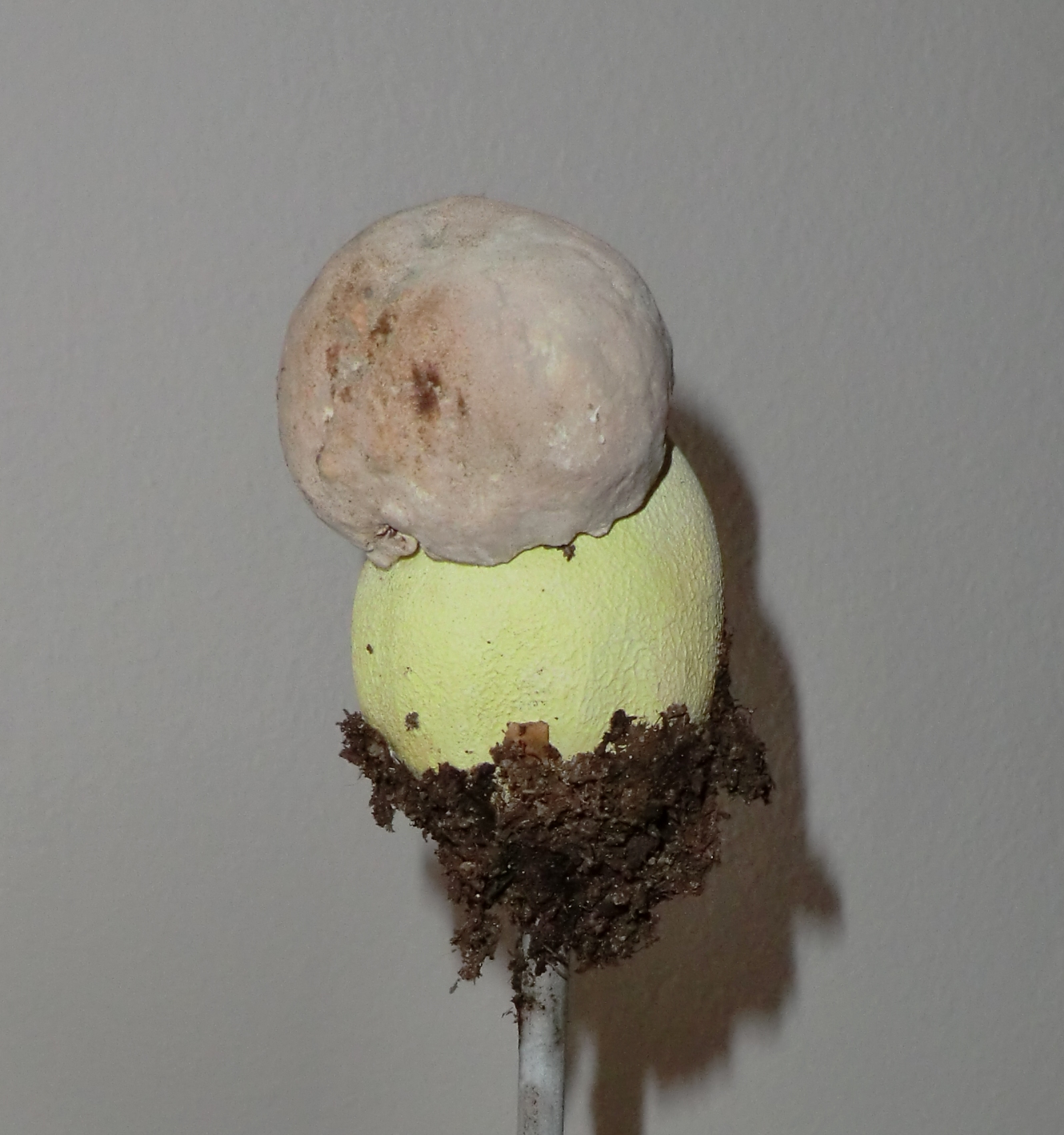

Ehető gomba. 